# 秋田県災害拠点病院
秋田県災害拠点病院（あきたけんさいがいきょてんびょういん）は、秋田県にある災害時の救急医療の拠点となる災害拠点病院である。

## 概要
県内や近県で災害が発生し、通常の医療体制では被災者に対する適切な医療を確保することが困難な状況となった場合に、秋田県知事の要請により傷病者の受け入れや医療救護班の派遣等を行う。
秋田県においては13病院が指定されており、秋田大学医学部附属病院が基幹災害拠点病院（基幹災害医療センター）に、その他病院が地域災害拠点病院（地域災害医療センター）となっており、二次医療圏ごとに1箇所以上配置されている。

## 秋田DMAT
2012年11月9日時点で、11病院18チームの災害派遣医療チーム（DMAT）が編成されている。
- 災害拠点病院以外でDMATチームを有する病院
  - 秋田厚生医療センター - 2チーム
  - 市立秋田総合病院 - 1チーム

## 病院一覧
| 基幹災害拠点病院 | 基幹災害拠点病院               | 基幹災害拠点病院              | 基幹災害拠点病院                       | 基幹災害拠点病院 | 基幹災害拠点病院 |
| 2次医療圏 | 病院名                         | 住所                          | 位置                                   | DMAT             | 三次救急         |
| --- | ------------------------------ | ----------------------------- | -------------------------------------- | ---------------- | ---------------- |
| 全県域 | 秋田大学医学部附属病院         | 秋田市広面蓮沼44-2            | 北緯39度43分51.6秒 東経140度8分58.5秒  | 2チーム          | 高度             |
| 地域災害拠点病院 |                                |                               |                                        |                  |                  |
| 2次医療圏 | 病院名                         | 住所                          | 位置                                   | DMAT             | 三次救急         |
| 秋田周辺 （秋田市・男鹿市・潟上市・南秋田郡）                                                                                   | 秋田赤十字病院                 | 秋田市上北手猿田字苗代沢222-1 | 北緯39度41分13.1秒 東経140度9分11秒    | 1チーム          | 救命/DH          |
| 秋田周辺 （秋田市・男鹿市・潟上市・南秋田郡）                                                                                   | 秋田厚生医療センター           | 秋田市飯島西袋1丁目1-1        | 北緯39度46分3.8秒 東経140度5分34.6秒   | -                | -                |
| 秋田周辺 （秋田市・男鹿市・潟上市・南秋田郡）                                                                                   | 秋田県立循環器・脳脊髄センター | 秋田市千秋久保田町6-10        | 北緯39度43分12.9秒 東経140度7分37.4秒  | 2チーム          | -                |
| 大館・鹿角 （大館市・鹿角市・鹿角郡）                                                                                           | かづの厚生病院                 | 鹿角市花輪向畑18              | 北緯40度13分8.4秒 東経140度47分7.1秒   | -                | -                |
| 大館・鹿角 （大館市・鹿角市・鹿角郡）                                                                                           | 大館市立総合病院               | 大館市豊町3-1                 | 北緯40度16分23.4秒 東経140度33分18.7秒 | 1チーム          | 地域             |
| 北秋田（北秋田市・北秋田郡） | 北秋田市民病院                 | 北秋田市下杉上清水沢16-29     | 北緯40度10分0.2秒 東経140度21分22.9秒  | -                | -                |
| 能代・山本（能代市・山本郡） | 能代厚生医療センター           | 能代市落合字上前田地内        | 北緯40度13分30.8秒 東経140度2分13.7秒  | 1チーム          | -                |
| 本荘・由利（由利本荘市・にかほ市）                                                                                              | 由利組合総合病院               | 由利本荘市川口家後38          | 北緯39度24分17秒 東経140度3分40.2秒    | 1チーム          | -                |
| 大仙・仙北 （大仙市・仙北市・仙北郡）                                                                                           | 市立角館総合病院               | 仙北市角館町上野18            | 北緯39度35分9.3秒 東経140度33分58.4秒  | -                | -                |
| 大仙・仙北 （大仙市・仙北市・仙北郡）                                                                                           | 大曲厚生医療センター           | 大仙市大曲通町8-65            | 北緯39度27分54.9秒 東経140度28分35秒   | 2チーム          | -                |
| 横手（横手市） | 平鹿総合病院                   | 横手市前郷字八ツ口3−1         | 北緯39度18分44.5秒 東経140度32分55.6秒 | 4チーム          | -                |
| 湯沢・雄勝（湯沢市・雄勝郡） | 雄勝中央病院                   | 湯沢市山田勇ケ岡25            | 北緯39度8分42.8秒 東経140度27分17.4秒  | 1チーム          | -                |
| 2025年3月時点 （凡例） 高度：高度救命救急センター、救命：救命救急センター、地域：地域救命救急センター、DH：ドクターヘリ基地病院 |                                |                               |                                        |                  |                  |